# Dicranota (Rhaphidolabis) squarrosa
Dicranota (Rhaphidolabis) squarrosa is een tweevleugelige uit de familie Pediciidae. De soort komt voor in het Palearctisch gebied.